# Heutrégiville
Heutrégiville est une commune française, située à une vingtaine de kilomètres au nord-est de Reims, limitrophe du département des Ardennes par le nord, dans le département de la Marne en région Grand Est.

## Géographie

### Description
Heutrégiville est située à 45 km au nord-ouest de Châlons-en-Champagne, à 19 km à l'est-nord-est de Reims, 16 km au nord-est de Bourgogne et à 27 km au sud - ouest-sud de Rethel.
Son territoire s'étend sur 1 184,81 ha. Le dernier remembrement date de 1983.

### Communes limitrophes
| Warmeriville |               | Aussonce |
|              | Heutrégiville |          |
| Lavannes     | Saint-Masmes  | Selles   |

### Hydrographie

#### Réseau hydrographique
La commune est dans la région hydrographique « la Seine du confluent de l'Oise (inclus) à l'embouchure » au sein du bassin Seine-Normandie. Elle est drainée par la Suippe, le ruisseau d'Aussonce (qui prend sa source à Aussonce, village limitrophe, du département des Ardennes) et divers bras de la Suippe,.

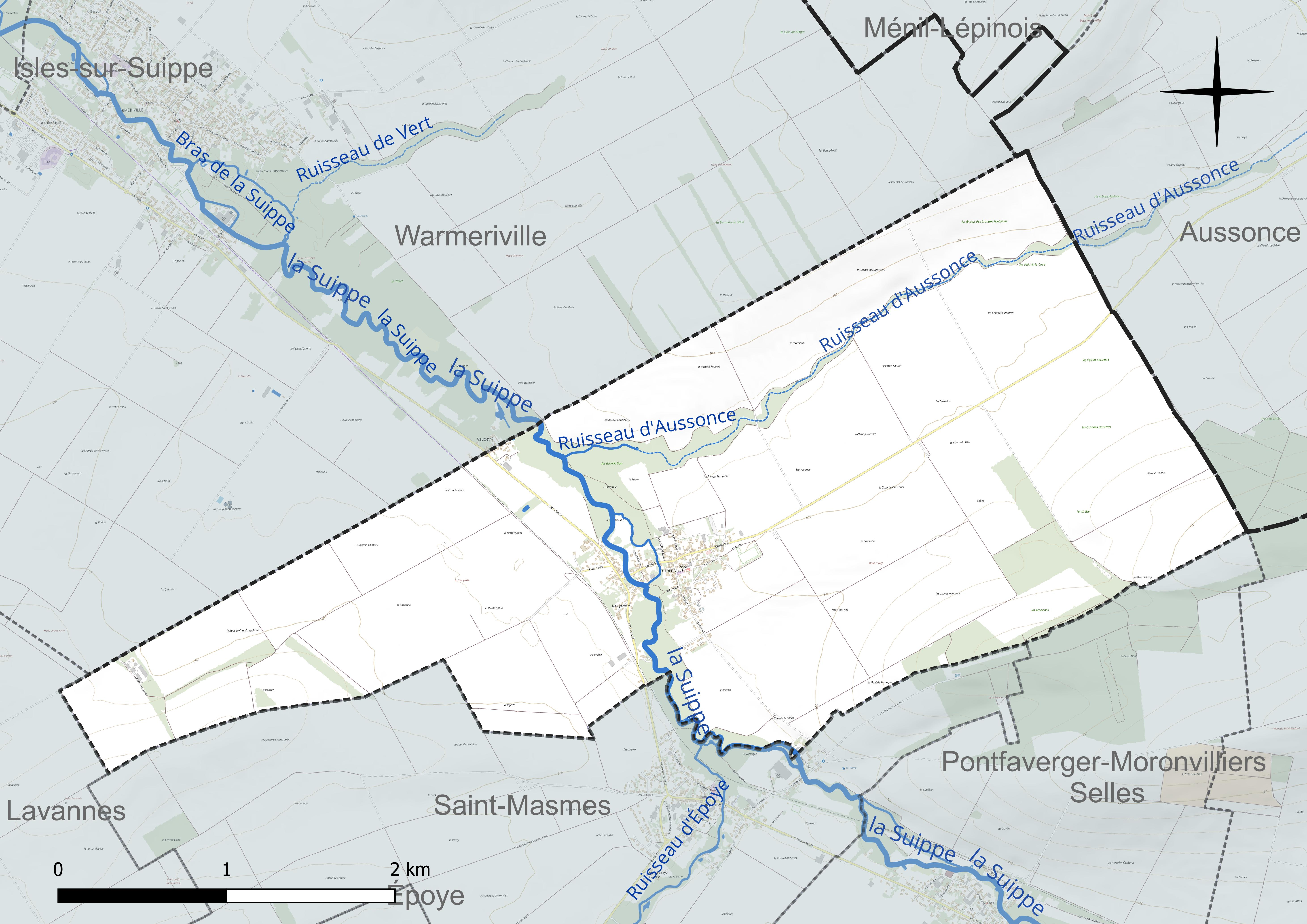
Réseau hydrographique d'Heutrégiville.

La Suippe, d'une longueur de 82 km, prend sa source dans la commune de Tailly et se jette  dans l'Aisne à Saint-Juvin, après avoir traversé 27 communes. Les caractéristiques hydrologiques de la Suippe sont données par la station hydrologique située sur la commune d'Heutrégiville. Le débit moyen mensuel est de 2,81 m3/s. Le débit moyen journalier maximum est de 12,9 m3/s, atteint lors de la crue du 29 mars 2001. Le débit instantané maximal est quant à lui de 13 m3/s, atteint le même jour.

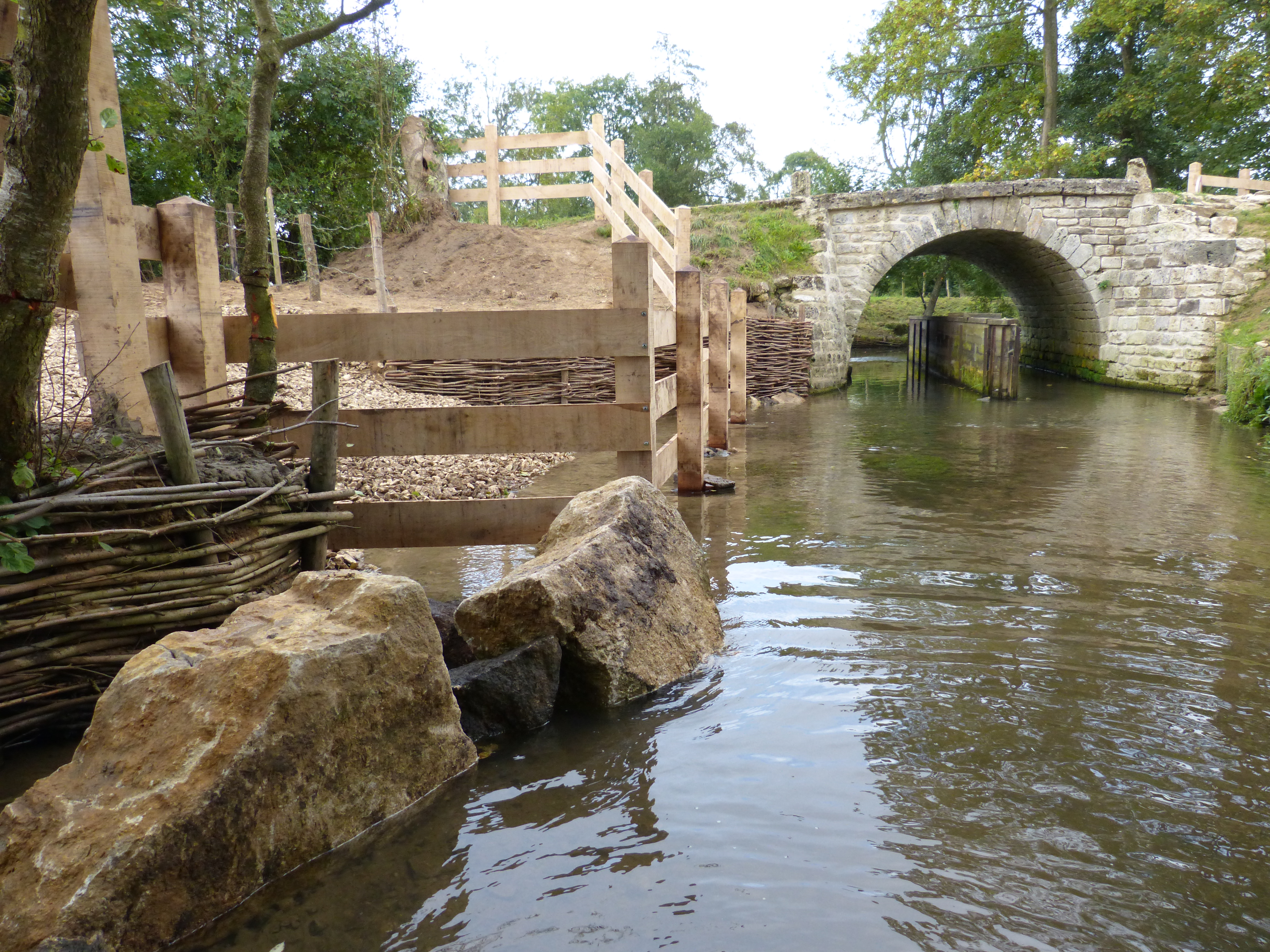
Le pont de Coq depuis l'amont
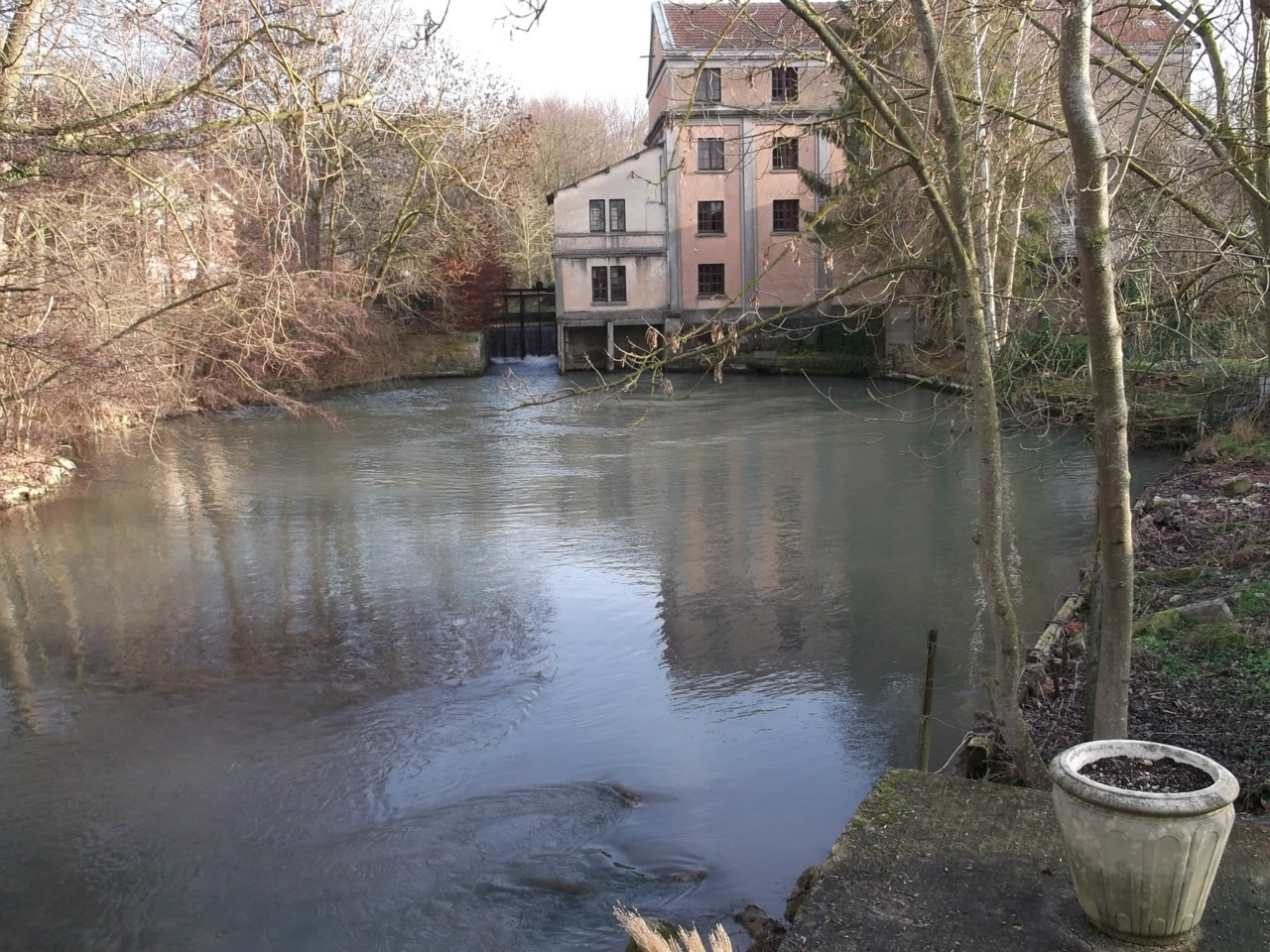
Le moulin d'Heutrégiville, depuis le pont surplombant la Suippe

#### Gestion et qualité des eaux
Le territoire communal est couvert par le schéma d'aménagement et de gestion des eaux (SAGE) « Aisne Vesle Suippe ». Ce document de planification, dont le territoire s’étend sur 3 096 km2 répartis sur trois départements (Aisne, Marne et Ardennes) et deux régions (Champagne-Ardenne et Picardie), a été approuvé le 16 décembre 2013. La structure porteuse de l'élaboration et de la mise en œuvre est le Syndicat d’aménagement des bassins Aisne Vesle Suippe (SIABAVES).
La qualité des cours d’eau peut être consultée sur un site dédié géré par les agences de l’eau et l’Agence française pour la biodiversité.

### Climat
Pour des articles plus généraux, voir Climat du Grand Est et Climat de la Marne.
En 2010, le climat de la commune est de type climat océanique dégradé des plaines du Centre et du Nord, selon une étude du Centre national de la recherche scientifique s'appuyant sur une série de données couvrant la période 1971-2000. En 2020, Météo-France publie une typologie des climats de la France métropolitaine dans laquelle la commune est exposée à un climat océanique altéré et est dans la région climatique Nord-est du bassin Parisien, caractérisée par un ensoleillement médiocre, une pluviométrie moyenne régulièrement répartie au cours de l’année et un hiver froid (3 °C).
Pour la période 1971-2000, la température annuelle moyenne est de 10,2 °C, avec une amplitude thermique annuelle de 15,6 °C. Le cumul annuel moyen de précipitations est de 715 mm, avec 11,5 jours de précipitations en janvier et 8,5 jours en juillet. Pour la période 1991-2020, la température moyenne annuelle observée sur la station météorologique de Météo-France la plus proche, « Juniville », sur la commune de Juniville à 12 km à vol d'oiseau, est de 10,8 °C et le cumul annuel moyen de précipitations est de 704,4 mm. 
La température maximale relevée sur cette station est de 41,3 °C, atteinte le 25 juillet 2019 ; la température minimale est de −22,1 °C, atteinte le 13 janvier 1968,,.
Les paramètres climatiques de la commune ont été estimés pour le milieu du siècle (2041-2070) selon différents scénarios d'émission de gaz à effet de serre à partir des nouvelles projections climatiques de référence DRIAS-2020. Ils sont consultables sur un site dédié publié par Météo-France en novembre 2022.

## Urbanisme
Heutrégiville possède le statut de commune monopolarisée. Elle fait partie de l'aire urbaine de Reims.

### Typologie
Au 1er janvier 2024, Heutrégiville est catégorisée bourg rural, selon la nouvelle grille communale de densité à sept niveaux définie par l'Insee en 2022.
Elle est située hors unité urbaine. Par ailleurs la commune fait partie de l'aire d'attraction de Reims, dont elle est une commune de la couronne,. Cette aire, qui regroupe 294 communes, est catégorisée dans les aires de 200 000 à moins de 700 000 habitants,.

### Occupation des sols
L'occupation des sols de la commune, telle qu'elle ressort de la base de données européenne d’occupation biophysique des sols Corine Land Cover (CLC), est marquée par l'importance des territoires agricoles (88,9 % en 2018), une proportion sensiblement équivalente à celle de 1990 (89,3 %). La répartition détaillée en 2018 est la suivante :
terres arables (88,9 %), forêts (8,4 %), zones urbanisées (2,7 %). L'évolution de l’occupation des sols de la commune et de ses infrastructures peut être observée sur les différentes représentations cartographiques du territoire : la carte de Cassini (XVIIIe siècle), la carte d'état-major (1820-1866) et les cartes ou photos aériennes de l'IGN pour la période actuelle (1950 à aujourd'hui).

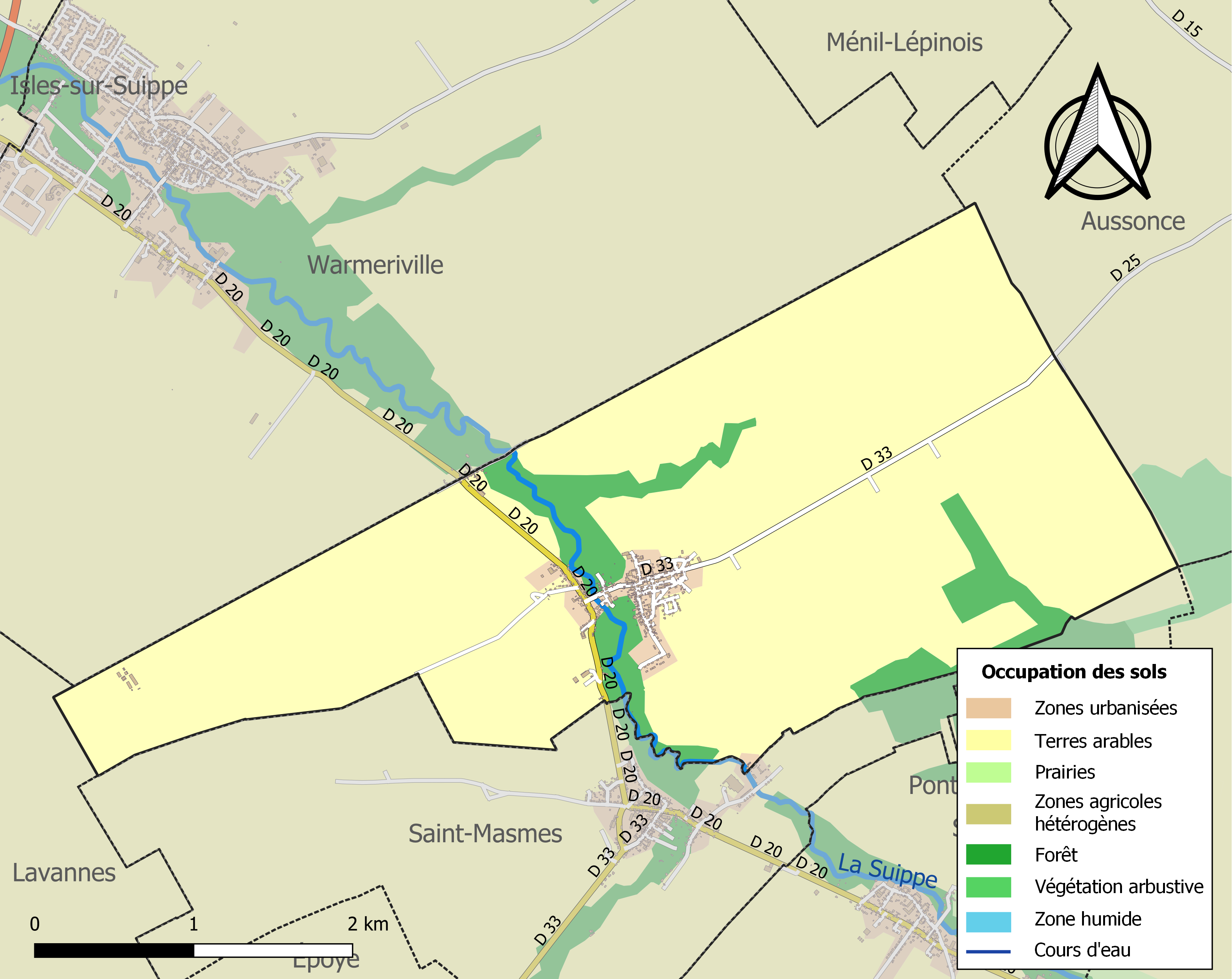
Carte des infrastructures et de l'occupation des sols de la commune en 2018 (CLC).

### Lieux-dits, hameaux et écarts
- Le hameau de Vaudetré, se trouve à un kilomètre d'Heutrégiville. La partie sud appartient à la commune tandis que la partie nord fait partie de Warmeriville. L'ancienne voie romaine Reims-Trèves passe par la route descendant dans le fond du hameau. Autrefois, le hameau se nommait Vauxdétré (signifiant « Val d'Heutré »). La famille Mumm, fondatrice de la maison de champagne G.H. Mumm a installé sa demeure dans le lieu-dit, ainsi qu'un hippodrome.
- Le Placard est un petit écart situé au sud de la commune en direction de Saint-Masmes. On y découvrit des trésors gallo-romains.
- Le Mont Sapinois est une colline à l'ouest du village où fut découverte une tombe à char.

### Habitat et logement
En 2019, le nombre total de logements dans la commune était de 203, alors qu'il était de 178 en 2014 et de 165 en 2009.
Parmi ces logements, 89,7 % étaient des résidences principales, 3,4 % des résidences secondaires et 6,9 % des logements vacants. Ces logements étaient pour 99 % d'entre eux des maisons individuelles et pour 1 % des appartements.
Le tableau ci-dessous présente la typologie des logements à Heutrégiville en 2019 en comparaison avec celle de la Marne et de la France entière. Une caractéristique marquante du parc de logements est ainsi une proportion de résidences secondaires et logements occasionnels (3,4 %) supérieure à celle du département (2,9 %) mais inférieure à celle de la France entière (9,7 %). Concernant le statut d'occupation de ces logements, 84,1 % des habitants de la commune sont propriétaires de leur logement (78,1 % en 2014), contre 51,6 % pour la Marne et 57,5 pour la France entière.
| Typologie                                               | Heutrégiville | Marne | France entière |
| ------------------------------------------------------- | ------------- | ----- | -------------- |
| Résidences principales (en %)                           | 89,7          | 87,9  | 82,1           |
| Résidences secondaires et logements occasionnels (en %) | 3,4           | 2,9   | 9,7            |
| Logements vacants (en %)                                | 6,9           | 9,2   | 8,2            |

### Voies de communication et transports
Heutrégiville est accessible par la RD 20 et la RD 33 (devenant la RD 25 dans les Ardennes). En 2017, la RD 33 (portion Marne uniquement) a été rénovée par bétonnage de ses bordures.
L'A34 qui permet de se rendre à Charleville-Mézières, Reims ou Rethel (déclassée à cet endroit en RN 51/E 46) et qui passe sur la commune d'Isles-sur-Suippe se prend à environ 5 km d'Heutrégiville.
La station de chemin de fer la plus proche est la gare de Bazancourt, se trouvant à 8 kilomètres de la commune, permet aux habitants de se rendre à Reims ou dans les Ardennes par TER. La gare de Bazancourt se trouve à 10 minutes de Reims gare centrale, sans arrêt. Les TER circulent en moyenne chaque 25 minutes aux heures de pointe. Les horaires TER sont bien respectés car nous sommes sur la ligne TGV Reims - Charleville-Mézières. Ces dernières années 2016-2017, les horaires ont été bien aménagés par la SNCF avec une nette augmentation des cadences des trains, y compris aux heures creuses. L'usage du train permet de se rendre en 18 minutes au centre-ville de Reims et  évite les problèmes de stationnement dans Reims. La gare de Bazancourt dispose bien entendu d'un immense parking.
Des bus assurent la liaison Heutrégiville - gare de Bazancourt plusieurs fois par jour.

## Toponymie
Lieu cité dès l'Antiquité, Huldriciaca Villa en latin, le village tient son nom d'un franc venu de Germanie Huldéric. Ce dernier était un ami de l’archevêque saint Remi de Reims, qui lui vendit le territoire de l'actuelle commune.
Durant le Moyen Âge le village fut appelé Hildrizei Villa au XIe siècle et Heudrésiville à partir de 1303.
Le village change deux fois de nom durant la Révolution française : en 1793, la commune se fait appeler Heutregeville puis, le nom du village est modifié en Hentrégeville en 1801 avant de redevenir Heutrégiville à la fin de la Révolution.

## Histoire
- Certaines informations devraient être mieux reliées aux sources mentionnées dans la bibliographie ou les liens externes. Améliorez sa vérifiabilité en les associant par des références. (Marqué depuis avril 2013)

### Antiquité
Se trouvant près de la grande voie romaine menant de Reims à Trèves, Heutrégiville connaît une occupation gallo-romaine.
On a retrouvé un grand cimetière antique dans lequel se trouvaient une quinzaine de tombes dont une à char au mont Sapinois (colline à l'ouest d'Heutrégiville). Beaucoup de trésors monétaires dont certains datant de plus 300 ans av. J.-C. y ont été découverts dont le « Placard d'Heutrégiville ».

### Moyen Âge
Guillaume de Champagne adopte en 1281 la Charte d'Heutrégiville et Saint-Masmes stipulant que les habitants de ces villages devaient être sous la potestas et la justice de leur maire respectif et non sous celle du prévôt de Bétheniville, chapitre dont ils dépendaient.
À l'époque médiévale, le village fait partie de la châtellenie de Bétheniville où on a retrouvé les ruines d'un ancien château féodal.
On a retrouvé dans l'église du village, Sainte-Marie-Madeleine, les plus anciens fonts baptismaux de la Marne. Ces fonts baptismaux, par leur forme et par les ornements dont ils sont couverts, appartiennent certainement au XIe siècle. Ils proviennent d'une toute première église datant de 1250 dont des traces ont été retrouvées à l'emplacement de l'édifice actuel. De nombreux souterrains démarraient de ce lieu et permettaient aux villageois de se sauver lors des invasions au Moyen Âge.

### Révolution française
Pendant la période révolutionnaire, est créée le 25 avril 1790 d'une garde bourgeoise de 56 personnes avec Jean-Pierre Lefevre comme capitaine, à laquelle succède une garde nationale volontaire de 52 personnes ayant Jean Hautavoine comme capitaine.
Le premier maire est le syndic Pierre Cailliart nommé le 31 janvier 1790, en vertu du décret du 14 décembre 1789. Les années 1793 à 1796 virent de faibles récoltes et pourtant 25 000 frs de réquisitions de grains, avoines, paille et autres furent imposés à la ville. Les cloches de l'église furent envoyées à Reims pour être fondues le 16 brumaire an XI. En 1814 la ville doit accueillir les troupes ennemies pendant six semaines et subir 8 224 frs de réquisitions.

### Époque contemporaine
En 1886 est mise en service la ligne de Bazancourt à Challerange et la gare d'Heutrégiville est notamment utilisée pour le transport des voyageurs.

Heutrégiville au tout début du XXe siècle
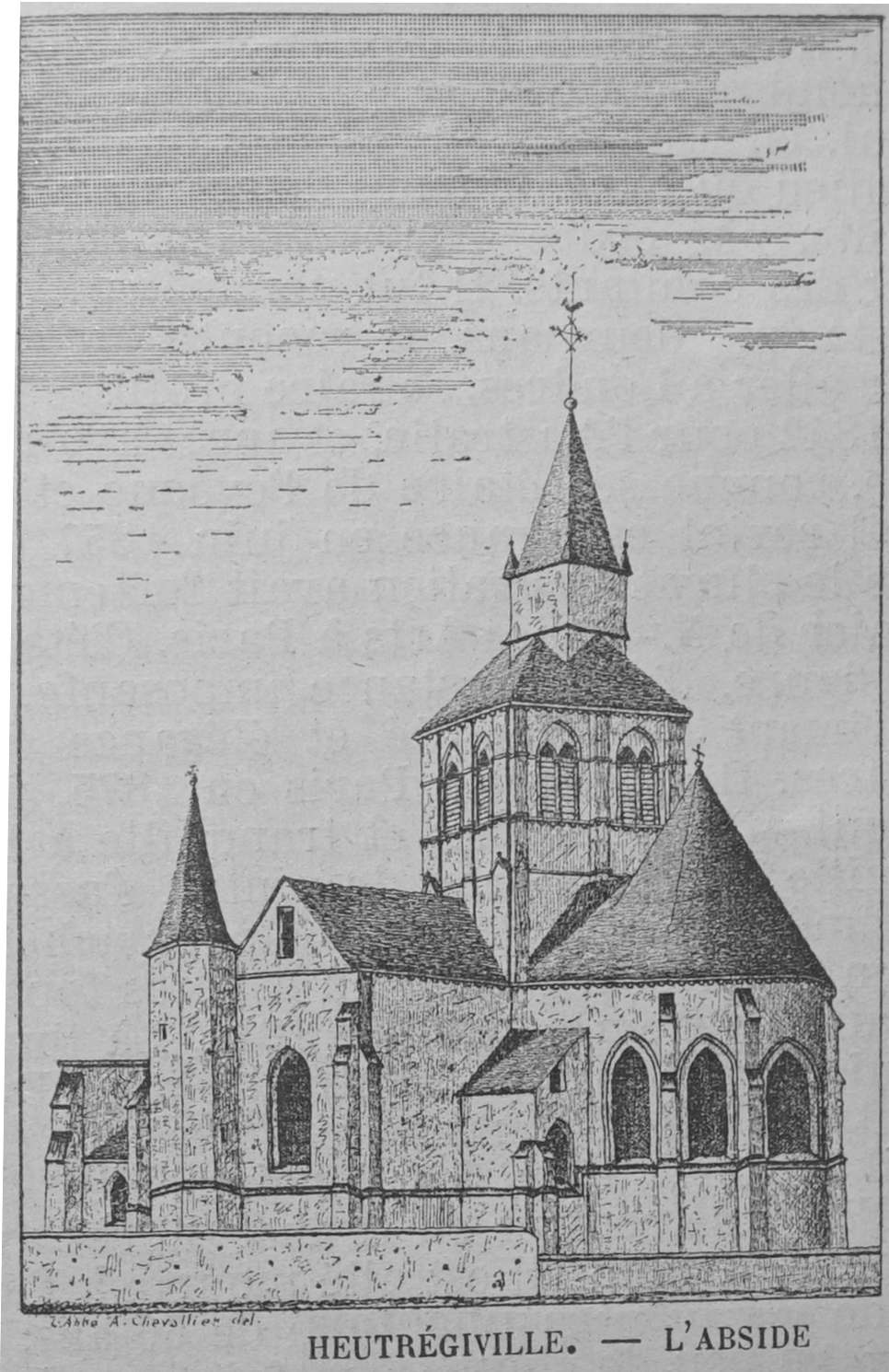
L'ancienne église...
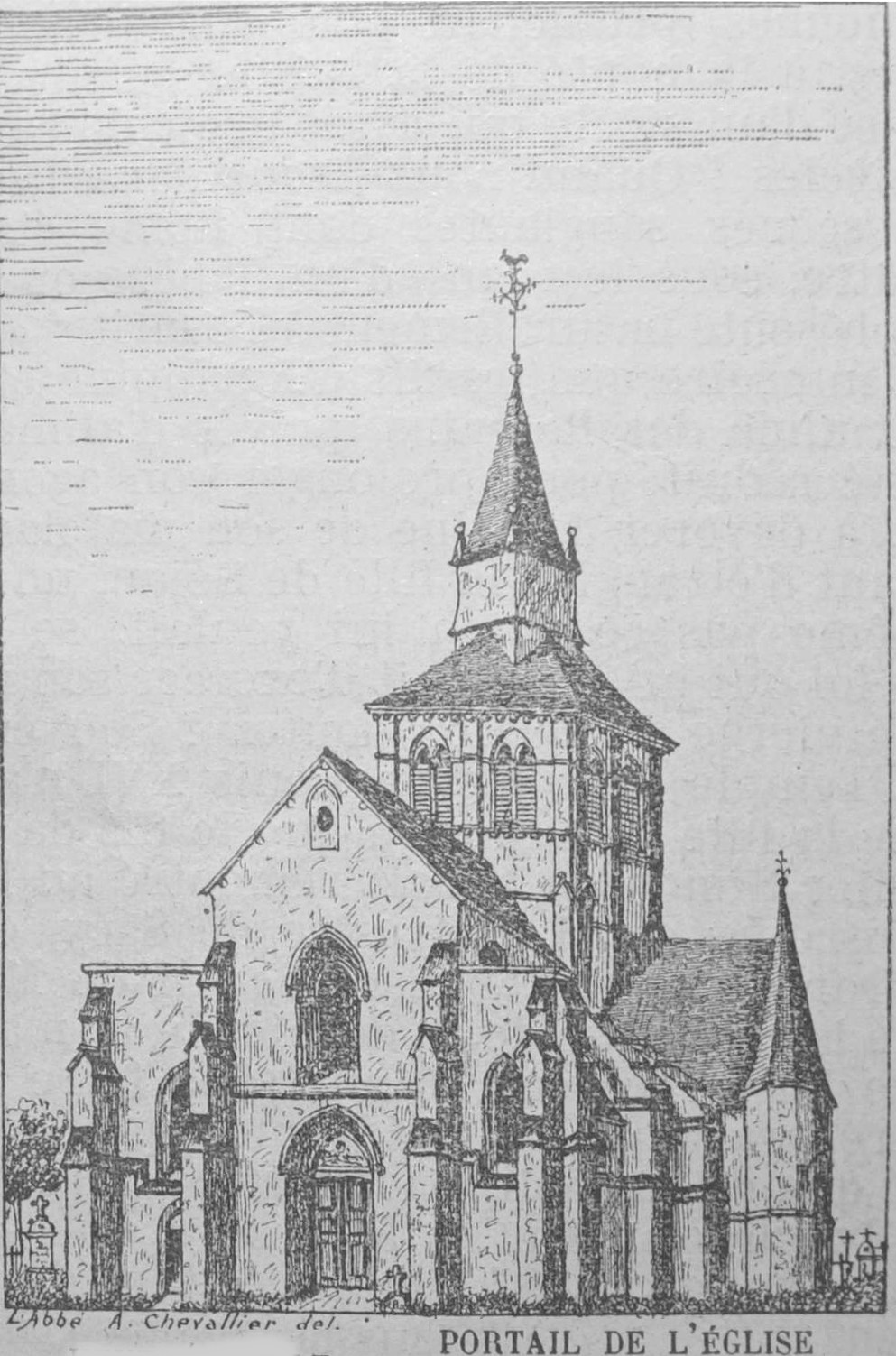
...et son portail, en 1910
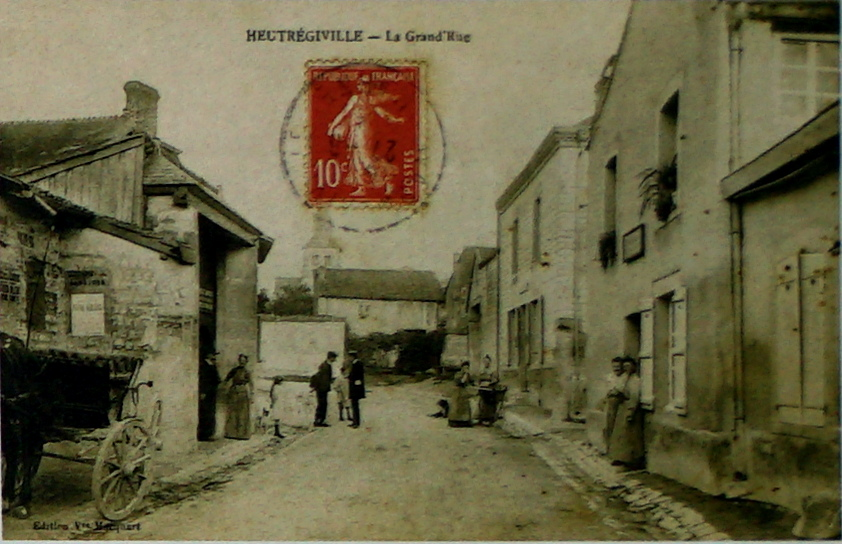
La Grand'Rue.
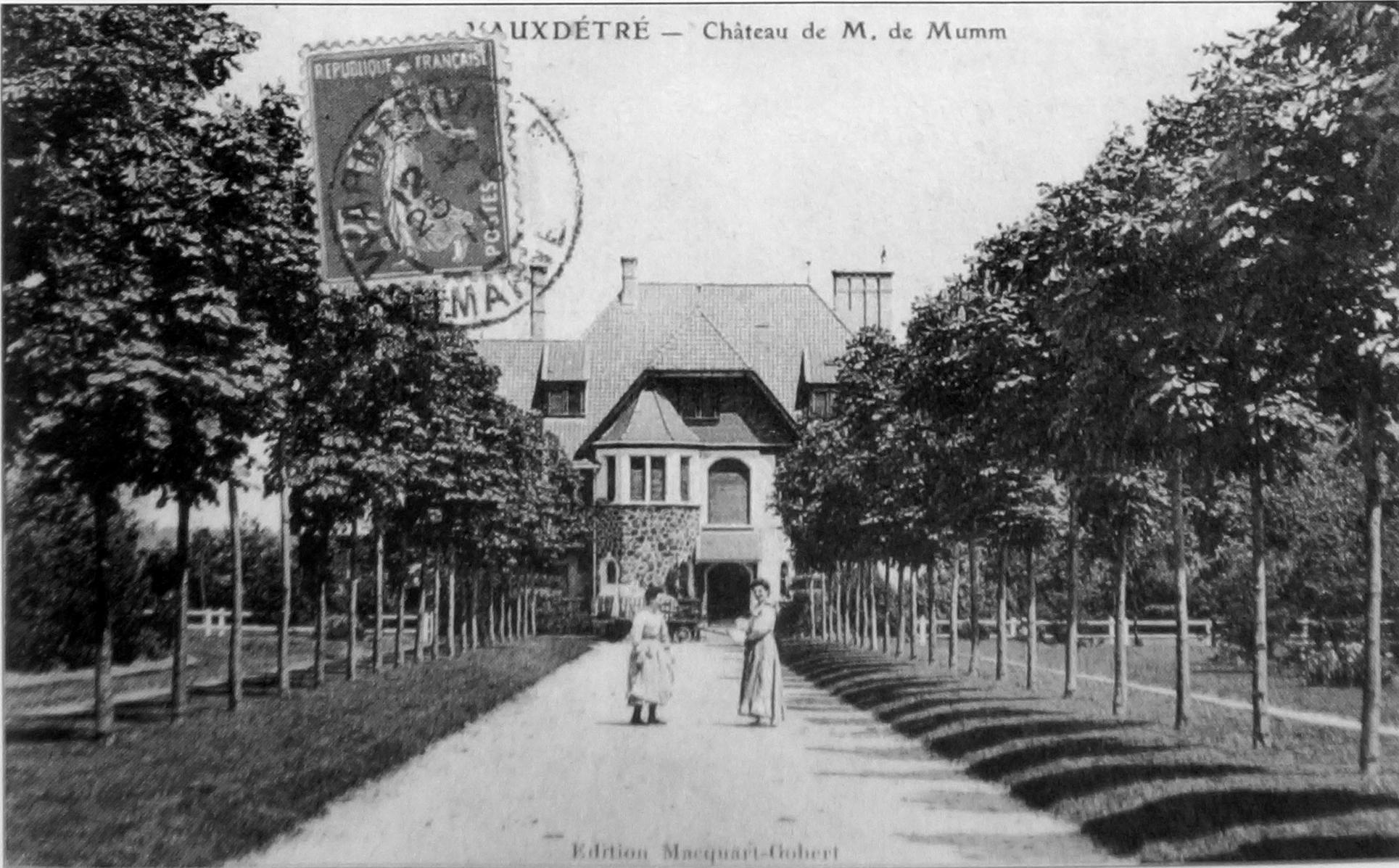
Le château Mumm à Vaudétré.

Le village est considéré comme détruit à la fin de la Première Guerre mondiale et a  été décoré de la Croix de guerre 1914-1918, le 1er octobre 1920.
La ligne de chemin de fer, dévastée pendant la Première Guerre mondiale, perd son trafic voyageur en 1938 et sert depuis pour le transport des marchandises
Le SESMA (Service d'entretien des sépultures militaires allemandes) s'est installé en 1974 grâce à la vente d'un terrain appartenant à René Verdelet et à Frantz Hailer qui s'occupait à l'époque de cette institution (vivant des dons de familles allemandes pour entretenir leurs tombes.....). Ce sont de jeunes Allemands qui ont créé l'aire de jeux se trouvant près de la salle des fêtes.....et le SESMA s'est chargé durant plusieurs années de l'entretien des pourtours de l'église Sainte-Marie-Madeleine. La réconciliation par-dessus les tombes  étant la devise !!!

## Politique et administration

### Rattachements administratifs et électoraux

#### Rattachements administratifs
La commune se trouve dans l'arrondissement de Reims du département de la Marne.
Elle faisait partie depuis 1801 du canton de Bourgogne. Dans le cadre du redécoupage cantonal de 2014 en France, cette circonscription administrative territoriale a disparu, et le canton n'est plus qu'une circonscription électorale.

#### Rattachements électoraux
Pour les élections départementales, la commune fait partie depuis 2014 du canton de Bourgogne-Fresne
Pour l'élection des députés, elle fait partie de la première circonscription de la Marne.

### Intercommunalité
Heutrégiville était membre de la petite communauté de communes de la Vallée de la Suippe, un établissement public de coopération intercommunale (EPCI) à fiscalité propre créé fin 2003 et auquel la commune avait transféré un certain nombre de ses compétences, dans les conditions déterminées par le code général des collectivités territoriales.
Dans le cadre des dispositions de la loi portant nouvelle organisation territoriale de la République du 7 août 2015, qui prévoit que les établissements publics de coopération intercommunale (EPCI) à fiscalité propre doivent avoir un minimum de 15 000 habitants, cette intercommunalité a fusionné avec ses voisines pour former, le 1er janvier 2017, la communauté urbaine dénommée le Grand Reims dont est désormais membre la commune.

### Liste des maires
| Période                                  | Période                        | Identité          | Étiquette | Qualité                                        |
| ---------------------------------------- | ------------------------------ | ----------------- | --------- | ---------------------------------------------- |
| Les données manquantes sont à compléter. |                                |                   |           |                                                |
| 31 janvier 1790                          |                                | Pierre Cailliart  |           | Brasseur                                       |
|                                          | 1834                           | M. Nautré         |           | Démission forcé par le préfet[réf. nécessaire] |
| avant 1874                               | après 1876                     | M. Jot            |           |                                                |
| 1879                                     |                                | M. Chevalier      |           |                                                |
| Les données manquantes sont à compléter. |                                |                   |           |                                                |
| Seconde Guerre mondiale                  |                                | Jules Verdelet    |           |                                                |
| Les données manquantes sont à compléter. |                                |                   |           |                                                |
| 1977                                     | 1995                           | Serge Paradis     |           |                                                |
| 1995                                     | 2001                           | Pierre Verdelet   |           |                                                |
| mars 2001                                | mai 2020                       | M. Claude Vignon, | LR        |                                                |
| mai 2020,                                | En cours (au 30 novembre 2022) | Maryline Bailly   |           |                                                |

## Population et société

### Démographie
Les habitants de la commune sont les Huldériquois et Huldériquoises.

#### Évolution démographique
L'évolution du nombre d'habitants est connue à travers les recensements de la population effectués dans la commune depuis 1793. Pour les communes de moins de 10 000 habitants, une enquête de recensement portant sur toute la population est réalisée tous les cinq ans, les populations de référence des années intermédiaires étant quant à elles estimées par interpolation ou extrapolation. Pour la commune, le premier recensement exhaustif entrant dans le cadre du nouveau dispositif a été réalisé en 2004.

En 2022, la commune comptait 504 habitants, en évolution de +18,03 % par rapport à 2016 (Marne : −1,19 %, France hors Mayotte : +2,11 %).
| 1793 | 1800 | 1806 | 1821 | 1831 | 1836 | 1841 | 1846 | 1851 |
| ---- | ---- | ---- | ---- | ---- | ---- | ---- | ---- | ---- |
| 430  | 511  | 498  | 544  | 617  | 631  | 683  | 700  | 717  |

| 1856 | 1861 | 1866 | 1872 | 1876 | 1881 | 1886 | 1891 | 1896 |
| ---- | ---- | ---- | ---- | ---- | ---- | ---- | ---- | ---- |
| 803  | 846  | 854  | 820  | 775  | 674  | 624  | 571  | 550  |

| 1901 | 1906 | 1911 | 1921 | 1926 | 1931 | 1936 | 1946 | 1954 |
| ---- | ---- | ---- | ---- | ---- | ---- | ---- | ---- | ---- |
| 509  | 472  | 502  | 327  | 377  | 335  | 318  | 296  | 304  |

| 1962 | 1968 | 1975 | 1982 | 1990 | 1999 | 2004 | 2006 | 2009 |
| ---- | ---- | ---- | ---- | ---- | ---- | ---- | ---- | ---- |
| 270  | 281  | 271  | 279  | 299  | 393  | 392  | 376  | 415  |

| 2014 | 2019 | 2022 | - | - | - | - | - | - |
| ---- | ---- | ---- | - | - | - | - | - | - |
| 391  | 478  | 504  | - | - | - | - | - | - |

#### Pyramide des âges
La population de la commune est relativement jeune.
En 2018, le taux de personnes d'un âge inférieur à 30 ans s'élève à 36,6 %, soit en dessous de la moyenne départementale (36,9 %). À l'inverse, le taux de personnes d'âge supérieur à 60 ans est de 19,8 % la même année, alors qu'il est de 25,3 % au niveau départemental.
En 2018, la commune comptait 225 hommes pour 236 femmes, soit un taux de 51,19 % de femmes, légèrement inférieur au taux départemental (51,6 %).
Les pyramides des âges de la commune et du département s'établissent comme suit.
| Hommes | Classe d’âge | Femmes |
| ------ | ------------ | ------ |
| 0,0    | 90 ou +      | 0,8    |
| 6,9    | 75-89 ans    | 3,7    |
| 15,9   | 60-74 ans    | 12,7   |
| 21,5   | 45-59 ans    | 22,0   |
| 22,7   | 30-44 ans    | 20,8   |
| 12,0   | 15-29 ans    | 11,8   |
| 21,0   | 0-14 ans     | 28,2   |

| Hommes | Classe d’âge | Femmes |
| ------ | ------------ | ------ |
| 0,6    | 90 ou +      | 1,8    |
| 6,5    | 75-89 ans    | 9,2    |
| 16,5   | 60-74 ans    | 17,8   |
| 19,7   | 45-59 ans    | 19,1   |
| 18,6   | 30-44 ans    | 17,5   |
| 19,9   | 15-29 ans    | 18,2   |
| 18,2   | 0-14 ans     | 16,6   |

### Sports et loisirs
Grâce au remembrement de 1982, un terrain de sport a pu être créé en haut et à l'est du village. Le stade Jacques-Collot est inauguré le 27 décembre 2008 en hommage au fondateur du club de football en 1996 Jacques Collot, décédé accidentellement en février 2008. Le Football Club d'Heutrégiville (FCH) est maintenant classé[C'est-à-dire ?] en Football Club Loisirs.

## Culture locale et patrimoine

### Lieux et monuments
- L'église Sainte-Marie-Madeleine d'Heutrégiville, inaugurée en 1926, est implantée au même endroit que l'église précédente construite après 1350 et dynamitée en 1918. 
L'église est un monument principalement de style néo-roman, long de 28,50 mètres et possédant un clocher quadrangulaire de 30 mètres de haut, déporté sur le côté gauche, afin de le rendre plus visible par tous car la route départementale 33 est située à gauche de l'édifice. 
La nouvelle église est consacrée par monseigneur Neveu le 26 août 1926. Les trois cloches, baptisées le même jour, portent le prénom d'une jeune Huldériquoise. L'abbé Gaillard (qui avait également en charge le Val des Bois) en est le premier desservant après l'inauguration.
- Le monument aux morts, inauguré le 19 novembre 1922 au nouveau cimetière de la commune, déplacé à la sortie nord du village, sous la présidence du maire, M. Brisset habitant au hameau de Vaudetré.
- Le moulin d'Heutrégiville, autorisé en 1842, détruit pendant la Première Guerre mondiale, est reconstruit en 1922. 
L'activité cessa en 1966. Il n'est ouvert que comme musée durant la journée des moulins par ses nouveaux propriétaires. 
Une grande partie des machines dont des turbines hydrauliques est encore en place. Beaucoup d'expositions y ont lieu depuis plusieurs années. Comme il est situé sur la Suippe, après l'installation d'une nouvelle turbine, il reprend sa vocation première à travers une micro-centrale hydroélectrique directement implantée dans le moulin depuis novembre 2010.

### Personnalités liées à la commune
- En 1884, l'abbé Pierre Maximilien Bosc prend la cure de Heutrégiville et se lance dans ses recherches historiques. Il décède le 25 septembre 1900 et repose au nouveau cimetière créé après 14/18.
- Guillaume de Champagne (1135-1202), évêque de Chartres (1164-1176), archevêque de Sens (1169-1176), puis archevêque de Reims (1176-1202)[pourquoi ?].

### Sources
- La Champagne généalogie no 94 et 95 (avec les recherches de l'abbé Bosc)
- La Vie rémoise
- Abel Jot, Histoire d'Heutrégiviile
- Le Petit Huldériquois